# AFコルセ

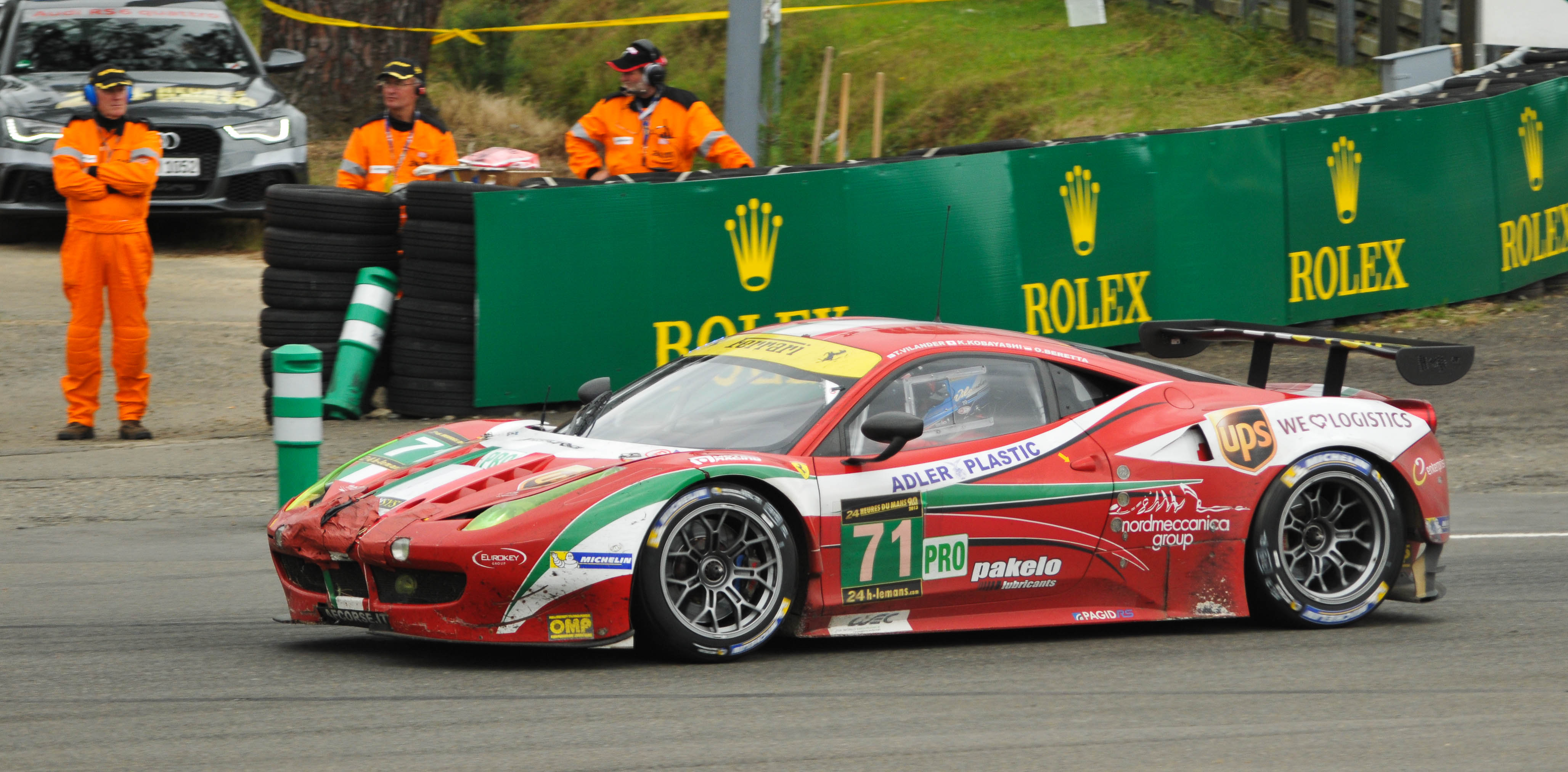
AFコルセのフェラーリ458GTC（2013年）

AFコルセ（イタリア語：AF Corse Srl）は、イタリアのレーシングチーム。ピアチェンツァに本拠地を置く。フェラーリのセミワークスチームであり、GT選手権に主に参戦している。

## 概要

### GT選手権
1995年に元レーシングドライバーのアマート・フェラーリによって設立された（なおアマート・フェラーリと自動車会社のフェラーリの設立者であるエンツォ・フェラーリとの縁戚関係はない）。その後イタリア・スーパーツーリズモ選手権に1999年まで参戦した。その後もマセラティのGTマシンでイタリアGT選手権やFIA GT選手権に参戦し好成績を挙げた。

### フェラーリとの関係

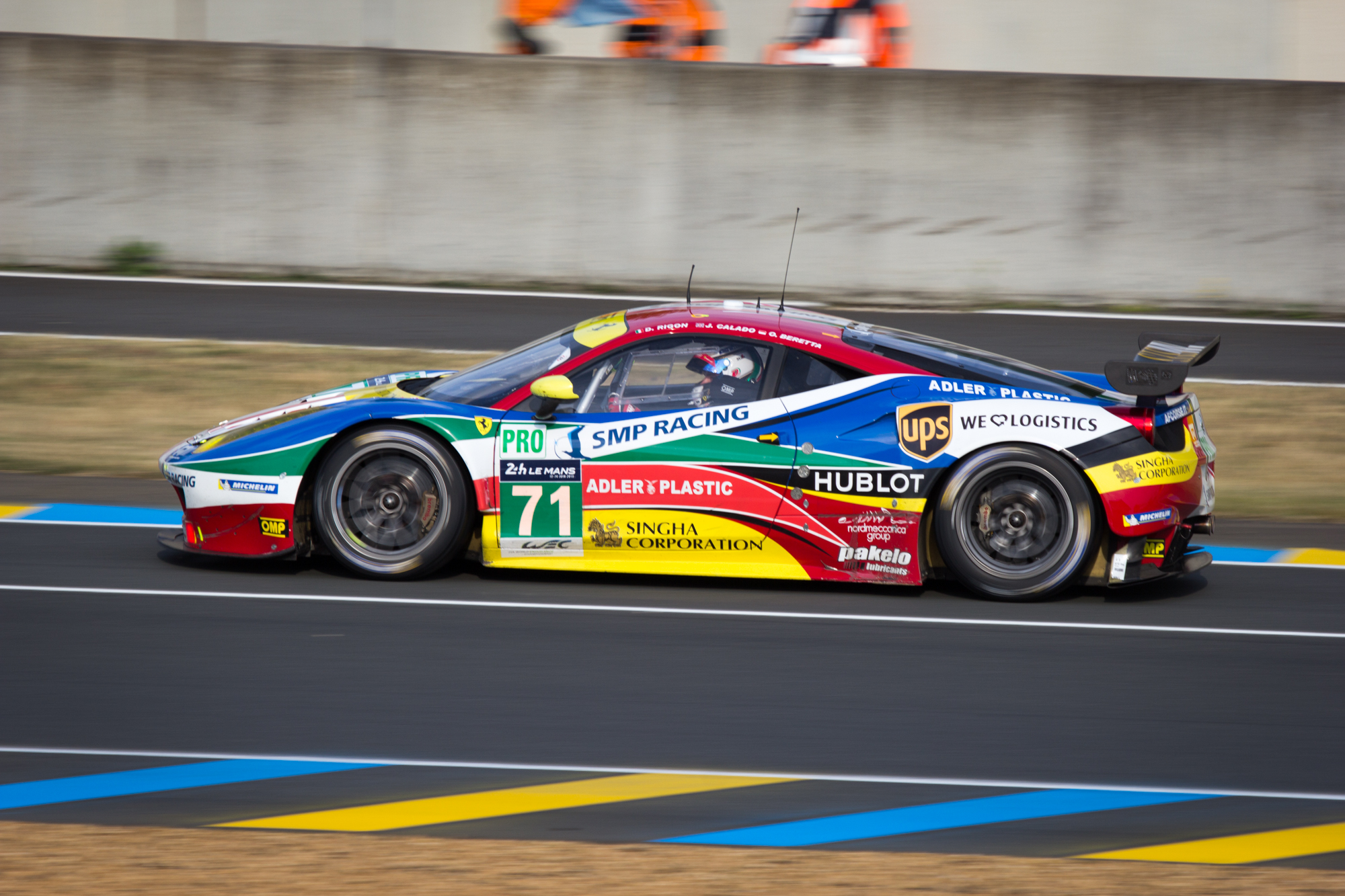
フェラーリ・458イタリアGT2

2002年からはフェラーリのGTマシンを中心に走らせ、各地で開催されているGT選手権におけるフェラーリのセミワークスチーム的存在になる。
なおフェラーリのGTレースやワンメイクレースの専門部署のコルセ・クリエンティ部門や、歴代のワークスマシンの制作を手掛けるミケロットとの関係も深く、両社からメカニックの派遣やテクニカル面などのサポートも受けている。またGTE-Amクラスのフェラーリユーザーのサポートも行っており、事実上フェラーリのGT部門の実行部隊として存在している。
2020年時点では、FIA 世界耐久選手権（WEC）にフェラーリのワークスチームとして、ジャンカルロ・フィジケラやオリビエ・ベレッタなどの元フォーミュラ1ドライバーを中心にフェラーリ・488GTEでル・マン24時間レースなどに参戦する他、GTオープン選手権、GT1ワールド・チャンピオンシップ、GTアジア選手権、イタリアGT選手権など、世界各国で11の選手権にフェラーリのマシンで参戦した。
2023年にフェラーリにとって久しぶりのプロトタイプ車両となるル・マン・ハイパーカー（LMH）規定の499Pがハイパーカークラスへ参戦する際、AFコルセがチームオペレーションを担った。デビュー年の第4戦ル・マン24時間レース100周年記念大会で総合優勝を果たした。

### ワンメイクレース

#### フェラーリ・チャレンジ

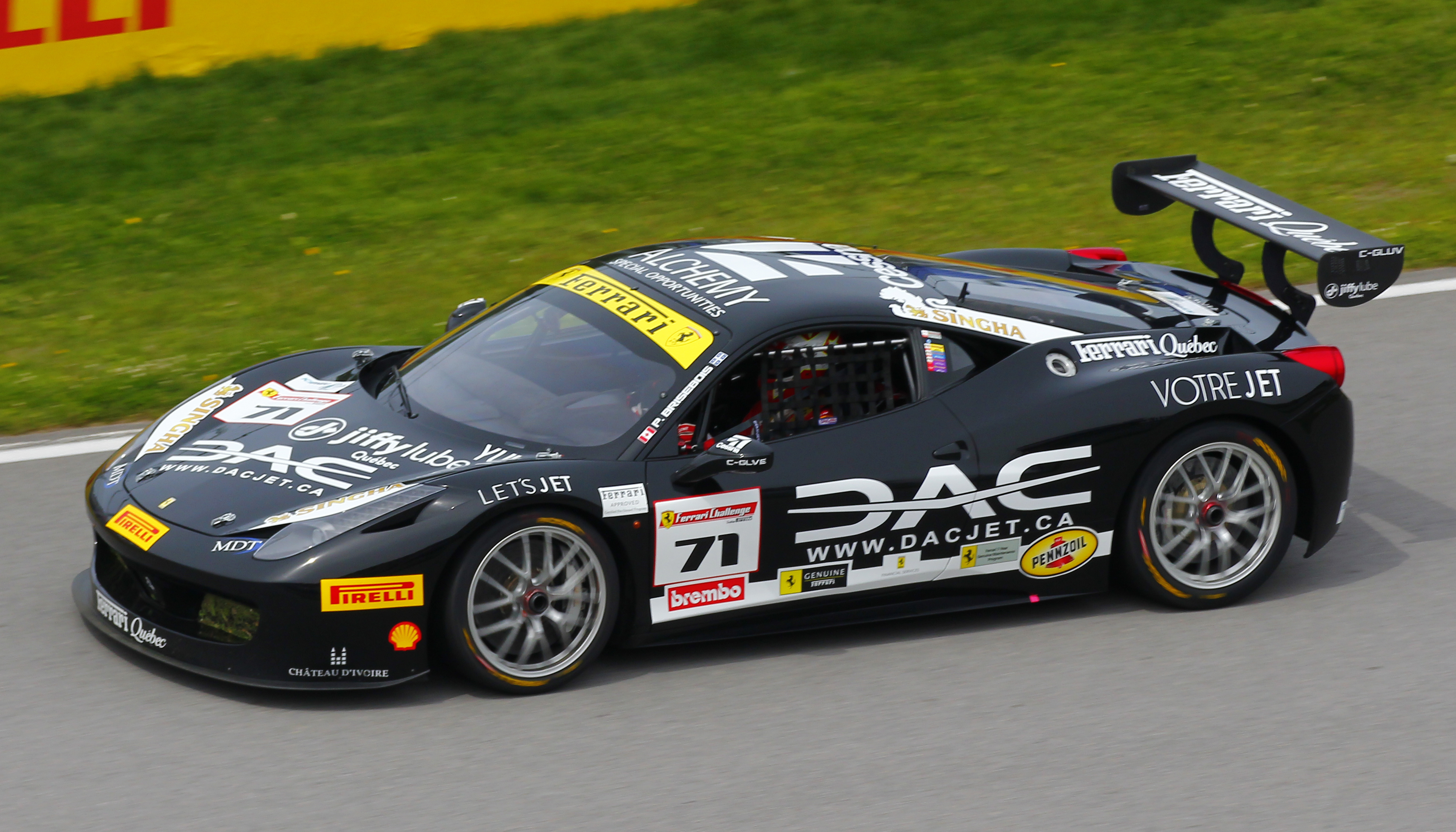
フェラーリ・チャレンジ

現在はフェラーリのコルセ・クリエンティ部門が主催する、フェラーリ488チャレンジによるワンメイクレースである「フェラーリ・チャレンジ」の、ヨーロッパとアジア・パシフィック、北アメリカ、イギリスの各選手権におけるマシンメインテナンスやロジスティクスを担当するなど、幅広い活動を行っている。

#### マセラティ
1999年から2005年にかけては、マセラティが主催するワンメイクレースである「トロフェオ・カップ」のメインテナンスや運搬などを担当した。

## 在籍ドライバー

### 現在
- ジェームス・カラド
- アレッサンドロ・ピエール・グイディ
- アントニオ・ジョヴィナッツィ
- コーム・レドガー
- ニクラス・ニールセン
- アレッシオ・ロベーラ
- アントニオ・フォコ
- ミゲル・モリーナ
- フランチェスコ・カステラッチ
- トーマス・フロール
- ロバート・シュワルツマン
- ロバート・クビサ
- イェ・イーフェイ（叶一飛）

### 過去
- 石川資章[1]
- 小林可夢偉（所属はスクーデリア・フェラーリ[2]）
- ジャン・アレジ
- ミカ・サロ
- ジョニー・ハーバート
- スティーブ・ワイアット
- ジャンマリア・ブルーニ
- ダビデ・リゴン
- ジャンカルロ・フィジケラ
- サム・バード
- オリビエ・ベレッタ
- ミケーレ・ルゴロ
- ケイ・コッツォリーノ
- 小泉洋史
- ニック・キャシディ
- ダニエル・セラ
- トニ・バイランダー
- パシン・ラソーラス